# Live2D

ロゴ

Live2D（ライブツーディー）は、株式会社Live2Dが開発した、面制御を軸とした2Dのモーフィングによるシームレスアニメーション（一部はボーン制御にも対応）を可能にする映像表現および関連ソフトウェアの総称。3D制作するよりも原画の画風を保ったままキャラクターを動かせる特徴を持ち、低コストでの制作を可能にする。
本項では開発元である株式会社Live2D（旧商号：株式会社サイバーノイズ）についても併記する。

## 概要
開発者の中城哲也は世界標準となるソフトウェアを目指し、勤務していた会社を退職して株式会社サイバーノイズを創業。創業当初から他社からの受託開発も受けず自身が独自に研究していた『Live2D』の開発に注力し、2006年の未踏ソフトウエア創造事業に採択される。しかし実績が無いため採用する企業はほとんど無くサイバーノイズの経営も危機を迎える。
そんな中、2011年に『俺の妹がこんなに可愛いわけがない ポータブル』に採用されたことで注目を集め、続いてiPhoneやAndroid版にも描画用ライブラリとして採用されたことで存続の危機を脱した。なお2014年には商号を株式会社Live2Dへ変更し、自社製品ブランド名と統一している。
シンプルなものであれば完全に2Dの表現でありながら全方位に回転させることも可能であるが、2011年段階では相応の手間が掛かるため今後効率化される予定と告知された。
ステージ上の声優がタブレット端末でキャラクターの動きや表情を操作し、音声に合わせて自動でリップシンクさせたキャラクター映像をスクリーンに投影するなど、イベントでのリアルタイム表現も可能である。トラッキングソフトと併用することで、カメラを通じてキャラクターと動きを同期させることも可能。
WEB上で公開されている『Live2D Modeler』、『Live2D Animator』と、開発中で法人に限定して利用できる『Live2D Cubism』がある。
ClariSのプロモーション映像、『するめいか』では動画制作ツールとして利用されている。

## 製品

### Live2D Cubism Editor
画像の読み込み、動きの付与、モーションの作成、Webや組み込み用途の書き出しができる。Modelモード、Animationモード、Form Animationモードが存在する。
Modelモード
元画像を「左白目」「鼻」などにレイヤー分けして.psd形式で保存したものを読み込み、それぞれのパーツごとに動きを付与できる。

Animationモード
Modelモードで付与した動きを使い、「モーション」と呼ばれる動きのプログラムを作成できる。

### Live2D Cubism Viewer
Live2D Cubism Editorで作成したモーションを確認できる。

### Live2D Cubism SDK
Live2DのSDK（ソフトウェア開発キット）は、一部を除いて開発段階では無料でダウンロードできる。
Cubism SDK for Unity
Unity向けSDK。Unity標準のコンポーネントを使用して構成されていて、Unity開発者には違和感なく使用できる。

Cubism SDK for Native
C++で実装されたSDK。様々なアーキテクチャへの移植性が高くなっている。

Cubism SDK for Web
TypeScriptで実装されたSDK。主要なWebブラウザに対応している。ソースコードはTypeScriptで書かれており、トランスパイルをおこなうことでJavaScriptからも扱える。

## 採用作品

### 家庭用ゲーム機
- 俺の妹がこんなに可愛いわけがない ポータブル（PSP） - ゲーム初採用
- 僕は友達が少ない（PSP）
- サモンナイト5（PSP）
- ときめきメモリアル Girl's Side Premium 〜3rd Story〜（PSP）
- この部室は帰宅しない部が占拠しました。（PSP）
- 艦これ改（PS Vita）[6]
- ファイアーエムブレムif[7]
- めがみめぐり（ニンテンドー3DS）[8]
- eBASEBALLパワフルプロ野球2020（Nintendo Switch・PS4）[9]
- 妖怪学園Y 〜ワイワイ学園生活〜（Nintendo Switch・PS4）[10]

### アプリ
| 作品名                                              | OS             | 備考                                        | 脚注   |
| --------------------------------------------------- | -------------- | ------------------------------------------- | ------ |
| HibikiDokei                                         | iPhone         | 初採用                                      |        |
| ときめきレストラン☆☆☆                               | iPhone/Android |                                             | [ 11 ] |
| 魔法少女まどか☆マギカiP                             | iPhone/Android |                                             |        |
| しずくの時間                                        | iPhone/Android |                                             | [ 12 ] |
| ましろ色シンフォニーあんどろいどあぷり              | Android        |                                             | [ 13 ] |
| メルルのアトリエ 〜アーランドの錬金術士3〜          | iPhone         |                                             |        |
| IS 〈インフィニット・ストラトス〉                   | iPhone         |                                             |        |
| ネイティブが使う表現集-リアル対話で学ぶ実践英会話-  | iPhone         |                                             |        |
| 放課後の紙芝居部                                    | iPhone         |                                             | [ 14 ] |
| とーきんがーるずっ!                                 | iPhone/Android |                                             |        |
| ガールフレンド（仮）                                | iPhone/Android | 2016年のアップデートにて導入された          | [ 15 ] |
| 恋愛リプレイ                                        | iPhone/Android |                                             | [ 16 ] |
| 黒白〜コクハク〜                                    | iPhone/Android |                                             | [ 17 ] |
| 2/2彼氏-天使とアクマ-                               | iPhone         |                                             | [ 18 ] |
| 戦艦少女R                                           | iPhone/Android |                                             | [ 19 ] |
| バトルガール ハイスクール                           | iPhone/Android |                                             |        |
| あんさんぶるスターズ!                               | iPhone/Android |                                             | [ 20 ] |
| バーコードカノジョ                                  | iPhone/Android |                                             |        |
| めざましマネージャーアスナ                          | Android        | 音声対話型エージェントアプリシリーズの第1弾 | [ 21 ] |
| スーパーロボット大戦X-Ω                             | iPhone/Android |                                             |        |
| バンドリ! ガールズバンドパーティ!                   | iPhone/Android |                                             |        |
| マギアレコード 魔法少女まどか☆マギカ外伝            | iPhone/Android |                                             |        |
| うたの☆プリンスさまっ♪ Shining Live                 | iPhone/Android |                                             |        |
| アズールレーン                                      | iPhone/Android |                                             |        |
| ラングリッサー モバイル                             | iPhone/Android |                                             |        |
| 少女☆歌劇 レヴュースタァライト -Re LIVE-            | iPhone/Android |                                             | [ 22 ] |
| 東方キャノンボール                                  | iPhone/Android |                                             |        |
| 虹色カノジョ2d                                      | iPhone/Android |                                             |        |
| 放置少女〜百花繚乱の萌姫たち〜                      | iPhone/Android |                                             |        |
| デスティニーチャイルド                              | iPhone/Android |                                             |        |
| 魔法使いの約束                                      | iPhone/Android |                                             |        |
| ディズニー ツイステッドワンダーランド               | iPhone/Android |                                             |        |
| Re:ゼロから始める異世界生活 Lost in Memories        | iPhone/Android |                                             |        |
| ヴァンガードZERO                                    | iPhone/Android |                                             |        |
| プロジェクトセカイ カラフルステージ! feat. 初音ミク | iPhone/Android |                                             | [ 23 ] |
| 東方ダンマクカグラ                                  | iPhone/Android |                                             |        |
| メメントモリ                                        | iPhone/Android |                                             | [ 24 ] |

### PCゲーム
- 妹選抜☆総選挙（PCゲーム）
- 艦装美娘団（ブラウザゲーム）[25]
- ガールズシンフォニー 〜少女交響詩〜（ブラウザゲーム）[26]
- Role player：小粥姉妹の粘膜ポトレ ぐりぐちゃLIVE！（PCゲーム[27]）
- Role player：とろろ姉妹の粘膜ポトレ ぐりぐちゃLIVE！（PCゲーム[28]）

### アニメ・イベント映像
- するめいか（アニメーション）
- ときめきメモリアル Girl's Side 文化祭（イベント映像・DVD）
- ときめきメモリアル Girl's Side DAYS 2013 デートに行こう！（イベント映像・DVD）
- 学戦都市アスタリスク（テレビアニメの次回予告）
- O＊G＊A 鬼ごっこロワイアル輝白祭2011（イベント映像、ライブドラマ）
- CLAMPフェス2011 TOKYO（イベント映像）
- サンデーLIVE!! - テレビ朝日・朝日放送・メ〜テレの共同制作により、テレビ朝日系列で放送の情報番組、2018年1月28日の放送で番組キャスターの東山紀之と直後に放送するアニメ『キラキラ☆プリキュアアラモード』の主人公キュアホイップ（声：美山加恋）の生トークを行うため、キュアホイップの映像処理にLive2Dが使われる。地上波テレビでの生放送でLive2Dを使う初の事例となる[29]。
- ひなビタ♪ライブ2018 SWEET SMILE PARADE 待っててね、東京さんっ！（イベント映像[30]）
- ましろ色シンフォニー（Blu-ray/DVDの映像特典として収録[31]）

### その他
- FaceRig Live2D Module（PCツール）[32] WEBカメラを利用して「キャラクターの表情」をリアルタイムに変化させ、WEBチャット等に利用できる。
  - 後継ソフトの「Animaze」ではデフォルトで実装。

## Live2D Creative Studio
Live2D社のデザイナーチーム。Live2Dを使用した自社オリジナルアニメーションも製作している。

### The Lamp Man
2017年に公開された短編アニメーション。『第16回インディーズアニメフェスタ』でグランプリ受賞。360度動画『The Lamp Man VR』、紹介動画『Live2D Creative Studio 2018 Showreel』も製作されている。

### Beyond Creation
2019年2月16日開催『Live2D Designer's Day』で公開されたショートアニメ第2弾。
キャスト
- ルイ - 藤原夏海
- イプシロン - 戸松遥

スタッフ
- メインキャラクターデザイン - 國定みゆき、田河絵美
- 絵コンテ・演出 - 田河絵美
- Live2Dモーション監督 - 雲井聖司
- 撮影監督 - 宮下卓也
- サブキャラクターデザイン - 中山成美、川上遼太、滝澤初美
- 美術 - Bamboo
- 音響監督 - 菊田浩巳
- 音響製作 - 楽音舎
- アニメーション制作 - Live2D Creative Studio

### ヒーローベータ
2019年11月29日より映画CM（『フラグタイム』上映前）および日本テレビ、TOKYO MX、BS11のテレビCM枠で放送されたショートアニメ第3弾。
キャスト
- 世良田栄斗 / エイト - 内山昂輝
- 梅島芽衣子 / メイコ - 花澤香菜

スタッフ
- 監督 - 雲井聖司
- 原案・キャラクターコンセプト・Live2Dディレクター - 國定みゆき
- キャラクターデザイン・コンセプトアート・総原画監修 - 南野あき
- 演出・絵コンテ - 雲井聖司
- レイアウト - 雲井聖司、川上遼太、田河絵美、森本泰介
- 原画監修 - 中山成美、滝澤初美
- 色彩設計 - 田河絵美
- 美術 - 森本泰介、豊田真希
- 撮影監督 - 宮下卓也
- 楽曲 - Tachyon
- 作・編曲 - Mamenoi
- 音響監督 - 大室正勝
- 音響制作 - ダックスプロダクション
- プロデューサー - 石川源次郎
- アニメーション制作 - Live2D Creative Studio

### 殿と犬
2024年10月よりTOKYO MXほかで放送中のテレビアニメ。オー・エル・エムとの共同制作。